# Templo de San Agustín (Durango)
San Agustín es un templo católico situado en Victoria de Durango, en el estado de Durango, en México. Fue fundado por el primer obispo de Durango, Fray Gonzalo de Hermosillo, en 1631, y se distingue por su sencillez arquitectónica.
En principio se trataba de una pequeña celda de oración, pero fue remodelada en el siglo XIX, agregándose una fachada lateral y el altar mayor, obra del cantero y escultor Benigno Montoya Muñoz, quien también realizó obras para las poblaciones cercanas a Durango.
La parte correspondiente al edificio del Arzobispado destaca por la sencillez de su fachada, junto con la roseta labrada en cantera que corona la entrada al edificio. Además, el altar de su capilla, esculpido por Benigno Montoya, asemeja un fino trabajo de filigrana que sigue la estética neogótica.